# Anarete sitapurensis
Anarete sitapurensis är en tvåvingeart som beskrevs av Grover 1970. Anarete sitapurensis ingår i släktet Anarete och familjen gallmyggor. Inga underarter finns listade i Catalogue of Life.